# Città del Michigan
Lista delle città del Michigan, Stati Uniti d'America, comprendente tutti i comuni dello Stato (city, village, township e charter township).
I dati sono dell'USCB riferiti al censimento del 2000 e ad una stima del 1º luglio 2007.

## Elenco
- Dalla lettera A alla B
- Lettera C
- Dalla lettera D alla F
- Dalla lettera G alla L
- Dalla lettera M alla P
- Dalla lettera Q alla R
- Dalla lettera S alla Z